# الکس جینین
الکس جینین (انگلیسی: Alex Jeannin؛ زادهٔ ۳۰ دسامبر ۱۹۷۷) بازیکن فوتبال اهل فرانسه است.
از باشگاه‌هایی که در آن بازی کرده‌است می‌توان به باشگاه فوتبال منزفیلد تاون، باشگاه فوتبال دارلینگتون، باشگاه فوتبال ویموث، باشگاه فوتبال اکستر سیتی، باشگاه فوتبال بریستول راورز، باشگاه فوتبال تروا، باشگاه فوتبال آکسفورد یونایتد، باشگاه فوتبال کیدرمینستر هاریرس، باشگاه فوتبال ترورو سیتی، و باشگاه فوتبال هرفورد یونایتد اشاره کرد.